# Yurihama
Yurihama (湯梨浜町?) è una cittadina giapponese della prefettura di Tottori.